# VMFA-312
312ème Escadron de chasseur d'attaque (USMC)
Le Marine Fighter Attack Squadron 312 (ou VMFA-312) est un escadron de chasseur d'attaque FA-18 Hornet. L'escadron, connu sous le nom de "Checkerboards", est basé à la Marine Corps Air Station Beaufort, en Caroline du sud. Il est sous le commandement du Marine Aircraft Group 31 (MAG-31) et de la 2nd Marine Aircraft Wing (2nd MAW). Le code de queue de l'escadron est "NA" et son indicatif radio est "Check".

## Mission
Soutenir le commandement de la Force tactique terrestre et aérienne des Marines en assurant la coordination des armes de soutien, en réalisant des images multi-capteurs et en détruisant les cibles de surface et les avions ennemis de jour comme de nuit ; dans toutes les conditions météorologiques lors d'opérations expéditionnaires, interarmées ou combinées.

## Historique

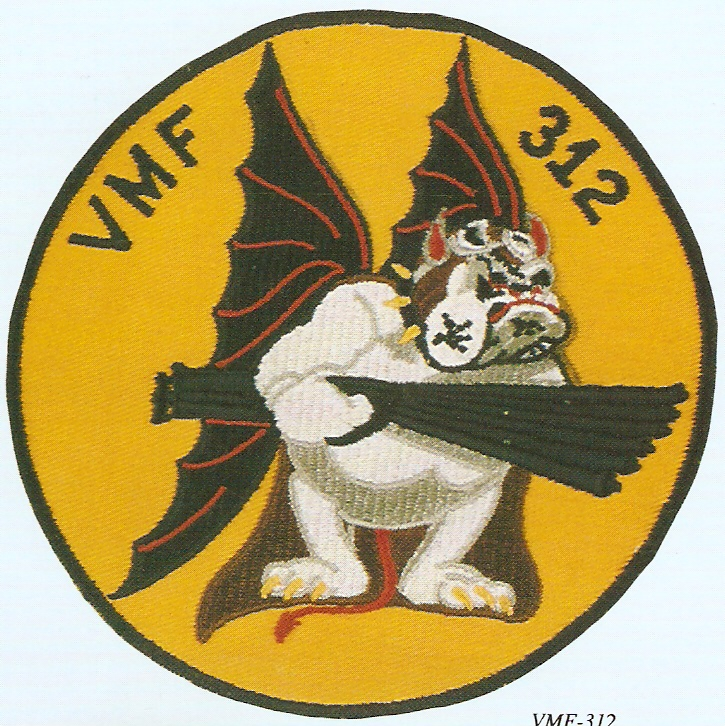
Insigne du VMF-312

Le Marine Fighter Squadron 312 (VMF-312) a été mis en service le 1er juin 1943 à Page Field (en) au Marine Corps Recruit Depot Parris Island, en Caroline du Sud, pilotant le F4U Corsair. 
En 1946 l'escadron reçoit le F7F Tigercat. À partir de 1953, il reçoit le F9F Panther, puis le FJ-2/3 Fury et le F-8E Crusader en 1959.
En 1966, l'escadron est redésigné Marine Fighter Attack Squadron 312 (VMFA-312) en étant équipé du F-4 Phantoom II. En 1987, le VMFA-312 reçoit le F/A-18 Hornet.

### Quelques engagements
- Durant la Seconde guerre mondiale :
  - 1945 - Bataille d'Okinawa
  - 1946 - Force d'occupation du Japon à Okinawa
- Durant la guerre de Corée :
  - 1950 - Bataille du réservoir de Chosin
- Durant la guerre du Vietnam  :
- Durant la guerre contre le terrorisme :
  - 1992 - Operation Provide Promise (en)
  - 1993-95 - Opération Deny Flight (Bosnie-Herzégovine)
  - .... Opération Sharp Guard
  - 1993/95 et 2001 - Opération Southern Watch
  - 1995 - Bombardement de la Bosnie-Herzégovine par l'Otan en 1995
  - 1998 - Opération Desert Fox (Irak)
  - 2003 - Opération Iraqi Freedom
  - .... - Opération Enduring Freedom

## Galerie
|                             |
| FJ-2 Fury du VMF-312 (1955) |

|                                 |
| F-8E Crusader du VMF-312 (1964) |

|                                 |
| F-18S Hornet du VMFA-312 (2010) |